# Alcyonidium vicarians
Alcyonidium vicarians is een mosdiertjessoort uit de familie van de Alcyonidiidae. De wetenschappelijke naam van de soort is voor het eerst geldig gepubliceerd in 2006 door d'Hondt & Chimenz Gusso.